# Daffy Flies North
Daffy Flies North est un cartoon, réalisé par Tony Benedict, Gerry Chiniquy, Arthur Davis et Dave Detiege et sorti en 1980, qui met en scène Daffy Duck.